# Kompresja ciszy
Kompresja Ciszy – 24. album w dorobku zespołu Stare Dobre Małżeństwo, wydany 13.04.2015 r. Wydawnictwo składa się z 2 płyt CD. Autorem wszystkich kompozycji, zarówno w warstwie tekstowej, jak i kompozytorem muzyki, jest Krzysztof Myszkowski.

## Lista utworów

### Płyta nr 1
1. Gdybanie
2. Kompresja ciszy
3. To ci dodaje sił
4. Dziewiąty Krąg
5. Koncert życia
6. Jeniec nocy
7. Braciszek
8. Festyn obsesji
9. Urszulka Niekochanowska

### Płyta nr 2
1. Sejsmograf rozsądku
2. Otoczaki
3. Pięćdziesiątka
4. Namiastki domu
5. Czytanie poezji i pisanie wierszy
6. Wątróbka
7. Czwarta czterdzieści cztery
8. Antypody
9. Wiejskie dziewczęta